# Poggiardo
Poggiardo est une commune de la province de Lecce, dans la région Pouilles, en Italie.

C'est l'une des agglomérations les plus importantes aux alentours d'Otrante, dotée d'une gare ainsi que d'un hôpital.

## Histoire

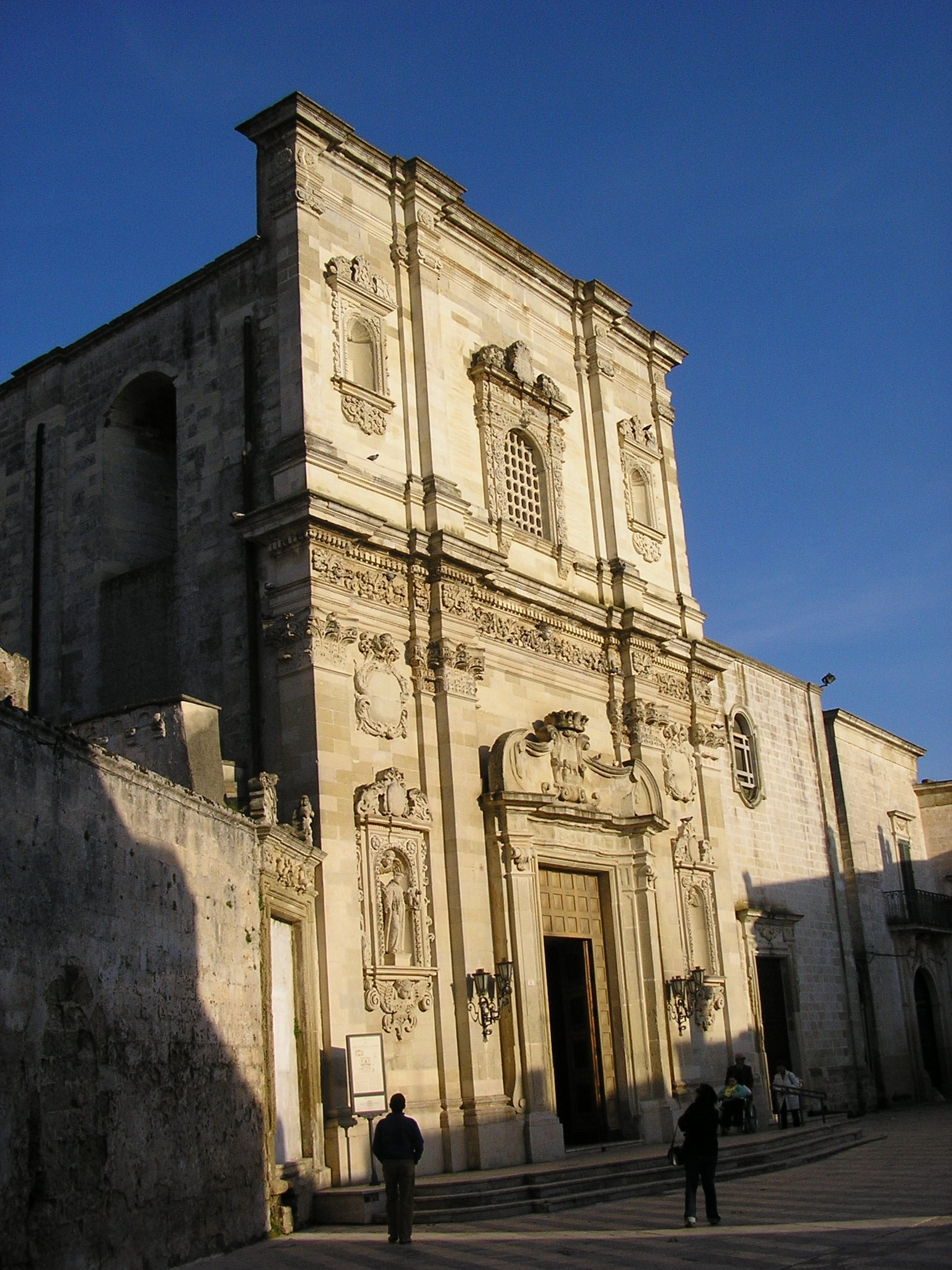
L'église de la Trasfigurazione.

Beaucoup d'incertitudes persistent sur les origines très anciennes de Poggiardo. Très probablement, elles sont liées à l'ancienne cité de Bastae (aujourd'hui Vaste, hameau de 1 200 habitants appartenant à la commune), détruite en 1147 par Guillaume Ier de Sicile. Vaste (Bastae) était une ancienne cité des Messapes puis des Romains et l'un des plus importants centres des Pouilles à l'Antiquité comme l'attestent les centaines d'objets trouvés sur le site ainsi que des tombes et d'autres structures. Le nom de Poggiardo, lui, vient du latin Podium Arduum qui signifie « appui ardu » ce qui fait clairement référence à la forêt de Poggiardo.

Passé aux mains de plusieurs familles nobles, la cité est fortifiée au XIVe siècle et dotée d'une enceinte fortifiée.

Au milieu du XVe siècle, Poggiardo fait partie de la principauté de Tarente et c'est à cette époque (en 1455 exactement) que la ville devient le fief de la famille des Guarini, qui est une de ces familles d'origine normande arrivée dans les Pouilles au XIe siècle avec les Hauteville. Le fief a été accordé par le prince de Tarente Giovanni Antonio Orsini del Balzo  à son conseiller Agostino Guarini en guise de récompense. Les Guarini entreprennent à leur tour la fortification du château. 
L'expansion économique de la ville se poursuit au XVIe siècle en dépit de la menace constante des raids turcs (Otrante a été saccagée en 1480) notamment grâce au transfert de l'évêque de Castro dans la ville, Castro étant trop difficilement défendable face aux Turcs car située en bord de mer. Au XVIIe siècle, Poggiardo résiste mieux que d'autres petites villes de la région à la crise qui touche tout le royaume de Naples. De ce fait elle gagne en population, attirant les habitants des villages alentour. La ville se couvre de monuments baroques et ce qui est aujourd'hui le centre historique de la petite cité prend sa physionomie actuelle aux XVIIe et XVIIIe siècles. Les Guarini, qui continuent d'être les seigneurs de la ville, reçoivent le titre de duc de Poggiardo en 1698.
Au tout début du XIXe siècle, sous la domination napoléonienne, la féodalité est abolie et l'économie, plus libre, relancée. Les Guarini demeurent les principaux propriétaires terriens, mais une bourgeoisie commence à percer à Poggiardo, qui reste une petite ville, importante à l'échelle locale. Une famille ancienne de la ville, les Episcopo, deviennent une des plus grandes fortunes du sud des Pouilles. Ils entreprennent la construction d'une grande villa dans le style de l'époque avec un jardin à l'italienne qui est aujourd'hui le jardin public de la ville. Poggiardo se modernise alors, avec l'intégration dans le royaume d'Italie, et la population s'accroît. Dans la deuxième moitié du XXe siècle un hôpital est construit ainsi qu'un musée qui abrite les fresques restaurées de la crypte de Santa Maria degli Angeli. De même à Vaste, dans le château baronal des Guarini, est créé un musée qui expose les objets trouvés dans les fouilles de cette ancienne cité messapienne et romaine. Aujourd'hui le centre historique de Poggiardo, mais aussi le cœur du village de Vaste, ont été réhabilités et les édifices les plus importants restaurés.

## Patrimoine

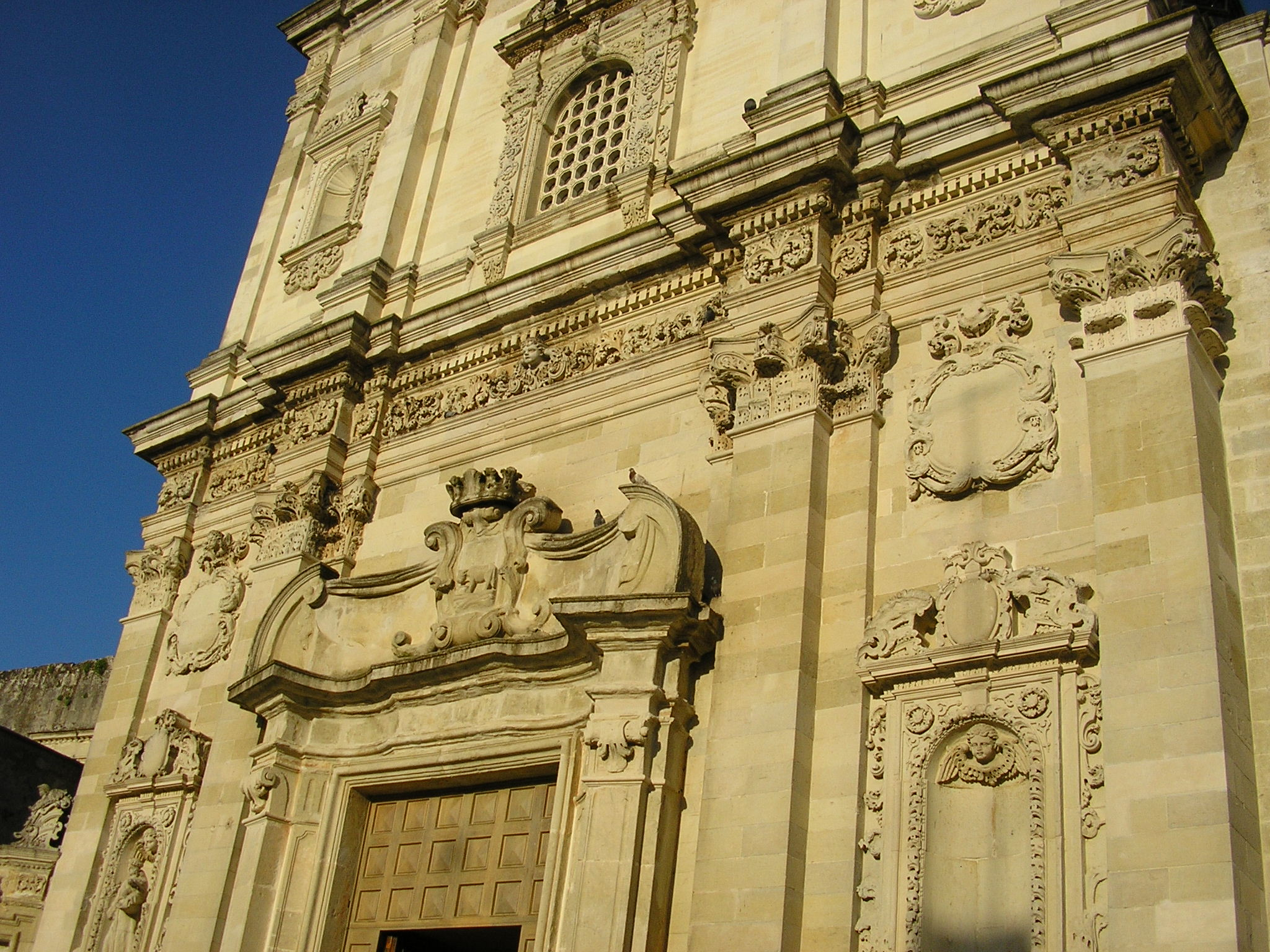
L'église de la Trasfigurazione (détail de la façade).

Le centre historique de Poggiardo possède divers monuments dignes d'intérêt, outre les nombreuses ruelles de la Renaissance et du XVIIe siècle avec certains bâtiments datant du Moyen Âge :
- l'église paroissiale de la Trasfigurazione de style baroque (XVIIe et XVIIIe siècles), qui a été une cathédrale du XVIe au XIXe siècle ;
- le palais de la famille des Episcopo et son jardin à l'italienne (la « Villa ») des XVIIIe au XIXe siècles ;
- le palais ducal Guarini avec la tour médiévale du XVe siècle et les bâtiments des XVIIe et XVIIIe siècles ;
- la crypte byzantine du XIIe siècle de Santa Maria degli Angeli et le musée des fresques.

À Vaste on trouve :
- l'église paroissiale baroque ;
- le palais baronal du XVIe siècle abritant le musée archéologique ;
- la zone archéologique, l'une des plus importantes des Pouilles avec des vestiges romains et messapiens (les objets prélevés lors des fouilles sont répartis entre le musée de Vaste, le musée provincial de Lecce et le musée archéologique national de Tarente).

## Administration
| Période                                  | Période    | Identité                  | Étiquette       | Qualité |
| ---------------------------------------- | ---------- | ------------------------- | --------------- | ------- |
| 30/05/2006                               | 16/05/2011 | Silvio Maria Astore       |                 |         |
| 16/05/2011                               | En cours   | Giuseppe Luciano Colafati | (liste civique) |         |
| Les données manquantes sont à compléter. |            |                           |                 |         |

### Hameaux
Vaste (1 200 hab.).

### Communes limitrophes
Giuggianello, Minervino di Lecce, Nociglia, Ortelle, San Cassiano, Sanarica, Santa Cesarea Terme, Spongano, Surano.